# Olaf Fritsche
Olaf Fritsche (* 1967 in Lübeck) ist ein deutscher Biologe sowie Autor von Kinderbüchern, Sachbüchern und Lehrbüchern.

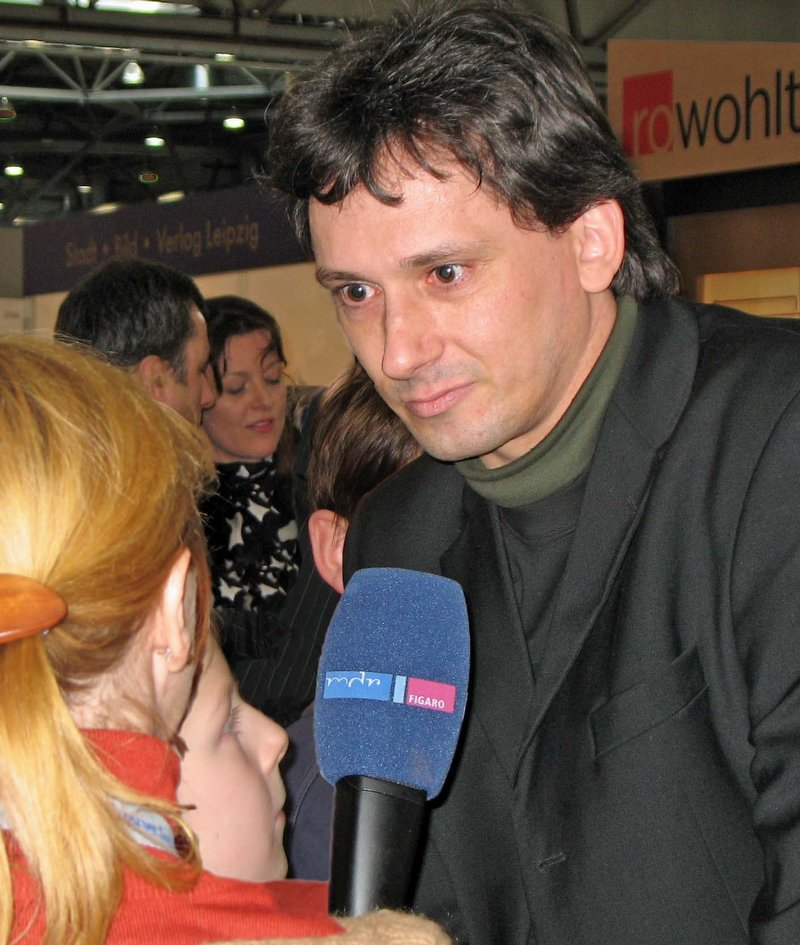
Olaf Fritsche auf der Leipziger Buchmesse 2007

## Leben
Nach dem Abitur an der Lübecker Oberschule zum Dom 1987 studierte Fritsche von 1988 bis 1993 an der Universität Osnabrück Biologie. Während des Hauptstudiums war er Stipendiat der Studienstiftung des Deutschen Volkes. Seine Diplomarbeit fertigte er in der Arbeitsgruppe Biophysik an, wo er anschließend bis 1997 forschte und sich in der Lehre engagierte. Zwei Vorlesungsskripte entstanden während seiner Universitätszeit. 1998 schloss er seine Promotion zum Dr. rer. nat. mit einer Arbeit über die ATP-Synthase ab.
Von 1997 bis 2000 war Fritsche bei der Spektrum der Wissenschaft Verlagsgesellschaft angestellt, wo er als Redakteur am Aufbau des Online-Auftritts beteiligt war. In dieser Zeit verfasste er weit über 1000 Artikel zu aktuellen Ergebnissen aus allen Bereichen der Naturwissenschaften.
2001 machte er sich als Wissenschaftsjournalist selbständig. Beiträge von ihm erschienen in vielen regionalen und bundesweiten Zeitungen und Zeitschriften. Von 2004 bis 2006 war er Chefredakteur der Jugendzeitschrift life+science. Gleichzeitig begann er, Sachbücher zu schreiben und als Ghostwriter Begleitbücher zu populärwissenschaftlichen Fernsehsendungen.
Neben wissenschaftlichen Themen bearbeitete Fritsche die Felder Gehörlosigkeit und Gebärdensprache als weiteren Schwerpunkt. Unter anderem erstellte er eine Website mit Informationen für Hörende und veröffentlichte das Buch „Diagnose hörgeschädigt“ für Eltern hörgeschädigter Kinder. Von 2006 bis 2012 war er Dozent für „Deutsche Laut- und Schriftsprache“ am Institut für Gebärdensprache in Baden-Württemberg.
Im Kinder- und Jugendbuchbereich war Fritsche bis 2012 als Juror beim hessischen Wettbewerb "Jugend schreibt" aktiv. Von seinen eigenen Kinderbüchern ist die Zeitreise-Reihe „Der geheime Tunnel“ auch auf Koreanisch, Polnisch, Spanisch und Katalanisch erschienen.
Obwohl Fritsche nicht mehr in der Forschung aktiv ist, verfasst er neben Sachbüchern auch Lehrbücher für Studienanfänger in den Lebenswissenschaften.
Für Weltmacht auf sechs Beinen – Das verborgene Leben der Ameisen wurde Fritsche 2021 gemeinsam mit der Koautorin Susanne Foitzik mit dem Werner und Inge Grüter-Preis für Wissenschaftsvermittlung ausgezeichnet.

## Werke

### Kinder- und Jugendbücher

#### Für ganz kleine Leser
- Benjamins Ferien zu Hause. Coppenrath, Münster 2005, ISBN 3-8157-3651-X.

#### Lesealter 8 bis 12
- Agentenklasse Undercover – Ein Feind ist nicht genug. Cecilie Dressler Verlag, Hamburg 2010, ISBN 978-3-7915-2914-1.
- Aufgepasst, zugefasst! – Spuren sichern, kombinieren, Fälle lösen – ein Mitmach-Krimi für clevere Kids. Rowohlt Taschenbuch Verlag, Reinbek 2005, ISBN 3-499-21333-8.

#### Zeitreise-Reihe „Der geheime Tunnel“
- Band 1: Leonardo auf der Flucht. Rowohlt Taschenbuch Verlag, Reinbek 2007, ISBN 978-3-499-21383-0.
- Band 2: Jagd auf den Schatz von Troja. Rowohlt Taschenbuch Verlag, Reinbek 2007, ISBN 978-3-499-21384-7.
- Band 3: Schiffbruch in der Neuen Welt. Rowohlt Taschenbuch Verlag, Reinbek 2007, ISBN 978-3-499-21408-0.
- Band 4: Rätsel um den Schwarzen Ritter. Rowohlt Taschenbuch Verlag, Reinbek 2008, ISBN 978-3-499-21438-7.
- Band 5: Wettlauf in Olympia. Rowohlt Taschenbuch Verlag, Reinbek 2008, ISBN 978-3-499-21466-0.
- Band 6: Gefahr für Weiße Feder. Rowohlt Taschenbuch Verlag, Reinbek 2009, ISBN 978-3-499-21490-5.
- Band 7: Knappe Landung auf dem Mond. Rowohlt Taschenbuch Verlag, Reinbek 2009, ISBN 978-3-499-21510-0.
- Band 8: Der Tod des Pharaos. Rowohlt Taschenbuch Verlag, Reinbek 2010, ISBN 978-3-499-21541-4.
- Band 9: In der Hand der Piraten . Rowohlt Taschenbuch Verlag, Reinbek 2011, ISBN 978-3-499-21587-2.

#### Jugendbücher
- Wüstenmatrosen. Cecilie Dressler Verlag, Hamburg 2008, ISBN 978-3-7915-0442-1

### Sachbücher
- Diagnose hörgeschädigt – Was Eltern hörgeschädigter Kinder wissen sollten. Verlag Karin Kester, Guxhagen 2003, ISBN 978-3-9810709-3-4.
- Jagd auf Zahlen und Figuren. Rowohlt Taschenbuch Verlag, Reinbek 2005, ISBN 978-3-499-61971-7.
- Auf der Suche nach dem heiligen Integral. Rowohlt Taschenbuch Verlag, Reinbek 2005, ISBN 978-3-499-61995-3.
- Die Macht der Formeln. Rowohlt Taschenbuch Verlag, Reinbek 2006, ISBN 978-0-02-872310-5.
- clever!–Das Wissensbuch. Rowohlt Taschenbuch Verlag, Reinbek 2006, ISBN 978-3-499-62150-5.
- clever!2–Das Wissensbuch. Rowohlt Taschenbuch Verlag, Reinbek 2007, ISBN 978-3-499-62270-0.
- Verflixt und zugeknobelt. Rowohlt Taschenbuch Verlag, Reinbek 2007, ISBN 978-3-499-62190-1.
- Physik fängt unter der Dusche an – Den Alltag entdecken mit Galileo. Rowohlt Taschenbuch Verlag, Reinbek 2007, ISBN 978-3-499-62258-8.
- Leben im All – Was die Astrobiologie weiß und Sternenfreunde sich wünschen. Rowohlt Taschenbuch Verlag, Reinbek 2007, ISBN 978-3-499-62246-5.
- Die neue Schöpfung – Wie Gen-Ingenieure unser Leben revolutionieren. Rowohlt Verlag, Reinbek 2013, ISBN 978-3-498-02131-3
- Glück gehabt! – Zwölf Gründe, warum es uns überhaupt gibt. Springer Spektrum, Heidelberg 2014, ISBN 978-3-642-41654-5
- Gibt es Geisterschiffe wirklich? – Die Wahrheit hinter den Meeres-Mythen. Rowohlt Taschenbuch Verlag, Reinbek 2018, ISBN 978-3-499-63253-2.
- Susanne Foitzik und Olaf Fritsche: Weltmacht auf sechs Beinen – Das verborgene Leben der Ameisen. Rowohlt Verlag, Hamburg 2019, ISBN 978-3-498-02140-5
- Der Insektensammler, Illustrationen von Barbara Dziadosz, Rowohlt Verlag, Hamburg 2020, ISBN 978-3-498-00192-6

### Lehrbücher
- Biologie für Einsteiger: Prinzipien des Lebens verstehen. Springer Spektrum, Heidelberg 2010,  ISBN 978-3662462775
- Physik für Biologen und Mediziner. Springer Spektrum, Heidelberg 2013, ISBN 978-3-642-34665-1
- Kompaktwissen Biologie – Mikrobiologie. Springer Spektrum, Heidelberg 2016, ISBN 978-3662497289